# Albino Mamede Cleto
Albino Mamede Cleto (* 3. März 1935 in Manteigas, Distrikt Guarda, Portugal; † 15. Juni 2012 in Coimbra) war Bischof von Coimbra.

## Leben
Albino Mamede Cleto studierte Katholische Theologie und Philosophie am Seminar des Patriarchats von Lissabon und empfing am 15. August 1959 die Priesterweihe. An der Universität Lissabon studierte er Romanistik und lehrte an der Katholischen Universität Portugal Sprach- und Literaturwissenschaften. Er war im priesterlichen Dienst in der Diözese von Lissabon eingesetzt und Präfekt und Vizekanzler des Seminars in Almada. Er war Vorsitzender des Verwaltungsausschusses des Heiligtums von Christus dem König in Cristo-Rei. Er war Mitglied der Diözesanausschusses für Sakrale Kunst des Patriarchats.
Papst Johannes Paul II. ernannte ihn am zum 6. Dezember 1982 zum Titularbischof von Illiberi und bestellte ihn zum Weihbischof im Patriarchat von Lissabon. Die Bischofsweihe im Mosteiro dos Jerónimos spendete ihm der Patriarch von Lissabon, António Kardinal Ribeiro, am 22. Januar 1983; Mitkonsekratoren waren João Alves, Bischof von Coimbra, und José da Cruz Policarpo, Weihbischof in Lissabon.
Am 29. Oktober 1997 berief ihn Johannes Paul II. zum Koadjutorbischof von Coimbra. Nach der Emeritierung von João Alves folgte er diesem am 24. März 2001 im Amt des Bischofs von Coimbra nach. Er war Sekretär und Sprecher der portugiesischen Bischofskonferenz, Präsident der Bischöflichen Kommissionen für Liturgie und christliche Bildung und Koordinator von fünf Jahrhundertfeiern. Er war auch Präsident der Bischöflichen Kommission für die Kulturgüter der Kirche. Er engagierte sich für den Seligsprechungsprozess für Sr. Lúcia dos Santos.
Am 28. April 2011 nahm Papst Benedikt XVI. sein aus Altersgründen vorgebrachtes Rücktrittsgesuch an. Er war bis zu seinem Tode im Rat der Bischofskonferenz und Mitglied der Bischöflichen Kommission für Liturgie und Spiritualität.